# Pyrrhoplectes epauletta
Pyrrhoplectes epauletta е вид птица от семейство Чинкови (Fringillidae), единствен представител на род Pyrrhoplectes.

## Разпространение
Видът е разпространен в Бутан, Индия, Китай, Мианмар и Непал.